# Línea 9C (Interdepartamental Montevideo)
La línea Montevideo -  Montes (a efectos de su antigua denominación, 9C) es una línea interdepartamental que une Montevideo con las ciudades de Migues y Montes, ambas dentro del departamento de Canelones.

## Características
Al ser considerada una línea interdepartamental todos sus servicios parten desde la Terminal de Tres Cruces. 

## Historia
Fue creada y operada en sus inicios por la compañía OMMO quien unía las ciudades de  Migues, Montes y Montevideo. En sus inicios todos los servicios partían desde la Plaza Cagancha, circulando por las avenidas 18 de Julio y 8 de Octubre. En el año 1941, su punto de partida se trasladaría hacia un nuevo control ubicado en la entonces Diagonal Agraciada y Mercedes hasta que en el año 1955 es inaugurado el control-terminal de Arenal Grande. Posteriormente la línea recibiría la denominación actual de 9C, numeración que refiere a la sección policial de la ciudad de Migues. En los años cincuenta además, comenzaría a ser operada por la Compañía de Ómnibus de Pando.   
En los años noventa, al inaugurarse el nuevo control de ómnibus, conocido como Terminal Baltasar Brum sus servicios comienzan a operar de forma provisoria en el mismo. Debido a que las ciudades de Migues y Montes no están comprendidas dentro del área metropolitana de Montevideo, su recorrido es considerado un servicio interdepartamental, por lo cual una vez que se inauguró la Terminal Tres Cruces en el año 1994, todos sus servicios debieron centralizarse desde allí. 
En marzo de 2018, la línea dejó de ser operada por Copsa para comenzar a ser operada por la empresa COPA perteneciente al grupo COTAR. Desde entonces la línea no tiene denominación, pero el recorrido continúa operativo.

## Recorrido
Circula por las calles Acevedo Díaz, Víctor Haedo, Avenida 8 de Octubre, Camino Maldonado, Ruta 8, Pando, Avenida Roosevelt, Ruta 8 Vieja, Ruta 8, Soca, Zenón Burgueño, Ruta 8 Vieja, Ruta 8, Ruta 80, Migues, Eugenio Migues, Gregorio Migues, Luis Alberto de Herrera, Feliciano Viera, Eugenio Migues, Ruta 80, Ruta 81 hacia Montes.

## Véase también

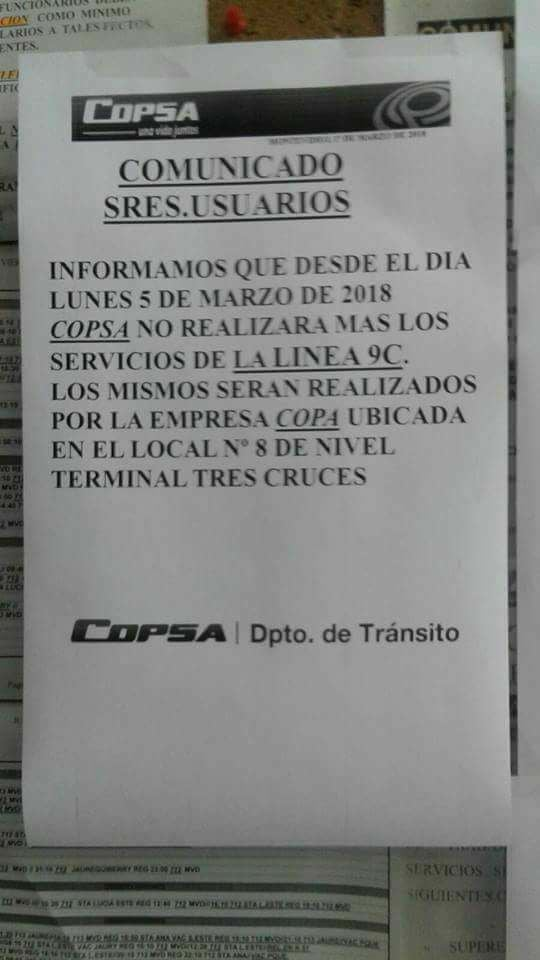